# Jomalö (Geta, Åland)
Jomalö är en halvö i Åland (Finland). Den ligger i den norra delen av landskapet, 40 km norr om huvudstaden Mariehamn.